# キリストの教会 (有楽器派)
キリストの教会 (有楽器派)(Christian Churches and Churches of Christ)は、ディサイプルス派の流れをくむ、保守的な信仰団体クリスチャン・チャーチの伝道により誕生した、日本のプロテスタントの団体である。
1901年より、W・カニンガム夫妻が東京で伝道を開始し、1895年にM・B・マデンが大阪から伝道を始めた。彼らは、教団からの援助もない、独立宣教師であった。マデンは大阪市北区の天満橋教会を中心に伝道を進め、後に旭区中宮の旭教会を拠点に伝道した。また、大阪聖書学院を設立し、教職者の育成を行った。
戦後には、ハロルド・W・コールとマーティン・M・クラークらによって、大阪聖書学院が再建され、聖書学院を中心に全国に70か所の教会を展開した。